# Aleksandar Obrenović
Aleksandar Obrenović (14. kolovoza 1876. – 29. svibnja 1903.), kralj Srbije od 1889. do 1903.
Kralj je došao na prijestolje vrlo mlad (u dobi od svega 13 godina), nakon neobjašnjene abdikacije svojega oca Milana, koji je u to doba imao svega 34 godine. U dobi od 16 godina, Aleksandar samog sebe proglašava punoljetnim i preuzima vlast iz ruku svoje majke Natalije (s kojom je njegov otac kralj Milan bio u velikoj zavadi). Kralj Milan se vraća u Srbiju 1897. godine, te mu sin daje položaj vrhovnog zapovjednika vojske.
U ljeto 1900. godine kralj Aleksandar nenadano objavljuje zaruke s 12 godina starijom udovicom Dragom Mašin. Obitelj se veoma protivi takvom neobičnom potezu mladog kralja: otac daje ostavku na mjesto zapovjednika vojske i napušta zemlju; majku Nataliju sam Aleksandar protjeruje iz kraljevstva. Vlada daje ostavku te kralj ima teškoća s formiranjem novog kabineta.  
Draga, supruga Aleksandra Obrenovića bila je proaustrijski orijentirana - Obrenovići su pažljivo lavirali između utjecaja Austrije i Rusije - i utjecala je politički na svog supruga što mnogima nije odgovaralo. 
Širile su se lažne glasine o nemoralnom životu kraljice Drage, što je djelomično utjecalo na spremnost časnika kraljevske vojske da 1901. godine pokrenu zavjeru, koja je u svibnju 1903. godine rezultirala atentatom u kojem su zavjerenici predvođeni Dragutinom Dimitrijevićem Apisom provalili u kraljevsku rezidenciju, ubili kraljevski par s nekoliko desetaka hitaca iz revolvera, potom sabljama sasjekli tijela kralja i kraljice i bacili ih kroz prozor. Zavjerenici su strijeljali i braću kraljice Drage Mašin.
Ovo kraljoubojstvo (lat. regicid) je okončalo dinastiju Obrenovića. Srpski parlament je iz egzila pozvao pretendenta iz reda kuće Karađorđević, koji je zavladao Srbijom kao Petar I. Karađorđević. Zavjerenici nisu kažnjeni, nego nagrađeni. Dotadašnji saveznički odnosi s Austro-Ugarskom su prestali, te se Srbija jače oslonila na Rusiju i Francusku.
Zavjerenici su uz podršku novog kralja odmah pokrenuli tajne četničke operacije protiv Turskog carstva, a 1908. godine su osnovali tajnu organizaciju "Ujedinjenje ili smrt!", poznatiju kao Crna ruka. Ta velikosrpska teroristička organizacija kasnije je svim sredstvima požurivala ratni sukob koji bi prekinuo mogućnost rješavanja južnoslavenskog pitanja u Austro-Ugarskoj koji bi isključio mogućnost širenja Srbije na Zapad, te je i organizirala Sarajevski atentat na austrougarskog prijestolonasljednika Franju Ferdinanda  (članak carske kuće koji se zalagao za takvo rješenje) u Sarajevu, a 1916. godine pripremali su atentat i na grčkog kralja.
Utjecaj organizacije "Crna ruka" dokončao je tek sin Petra I. regent Aleksandar Karađorđević, po čijem su nalogu 1916. godine strijeljani Apis i njegovi najbliži suradnici (upravo oni koji su organizirali atentat na nadvojvodu Ferdinanda), pod optužbom da su pripremali atentat na samog regenta.